# El cero y el infinito
El cero y el infinito (Sonnenfinsternis (Eclipse solar) en alemán; Darkness at Noon (Oscuridad al mediodía) en inglés) es la principal novela de Arthur Koestler, autor judío húngaro nacionalizado británico. Publicada en 1940, narra la historia de Nikolái Rubashov, un viejo bolchevique de la Revolución rusa de 1917 y ex comisario del Pueblo que se ve en problemas en la Unión Soviética dirigida por Iósif Stalin.

## Historia
La novela fue escrita originalmente en alemán, pero se publicó primero en la traducción inglesa, hecha por Daphne Hardy Henrion, amiga del autor, y el manuscrito alemán se perdió; las actuales versiones en alemán son traducciones del inglés.
La historia está ambientada en las purgas estalinistas de los años 30 y los juicios de Moscú. En 1931, Koestler se había afiliado al Partido Comunista de Alemania, abandonándolo en 1938. El autor, que conocía personalmente a algunos de los acusados en dichos procesos, muestra así su decepción con los ideales comunistas que había profesado previamente, ante el desmantelamiento de la revolución que Stalin ejecutaba en esos mismos momentos. Aunque todos los personajes tienen nombres rusos, ni Rusia ni la URSS se mencionan explícitamente mientras que el alter ego de Stalin, apenas descrito como una distante presencia amenazadora, recibe el nombre de Número uno.